# 筑波鉄道 (初代)
筑波鉄道株式会社（つくばてつどう）は、茨城県にかつてあった鉄道・路線バス事業等を行っていた日本の会社である。常総筑波鉄道を経て関東鉄道となった。運営していた筑波線については再び分社化され筑波鉄道（2代目）となったが、1987年（昭和62年）廃線となった。

## 概要
筑波鉄道は、明治末期に茨城県の土浦から下館を結ぶ軽便鉄道として企図された。その後真壁から岩瀬に変更され、建設され1918年（大正7年）に開通した。会社設立時の取締役には長松篤棐、佐分利一嗣、高村国策、宇都宮政市、井上善兵衛、大塚総一郎、鈴木虎次郎、谷口新平ら、出資者にも筑波町や真壁町の有力者が名を連ねている。貨物では真壁の石材の輸送、また、筑波山の観光客を輸送して成り立った。岩瀬から先宇都宮までの延長計画を持っていたが実現できなかった。昭和に入り自動車会社の路線を引き継ぎバス事業に参入するものの、戦争によるガソリン統制により輸送キロが落ち込んだ。鉄道もガソリン車から蒸気機関車が主力に戻る。昭和18年に鉄道の戦時統合政策により常総鉄道に吸収合併されることになり、1945年（昭和20年）に統合して常総筑波鉄道となった。

## 歴史

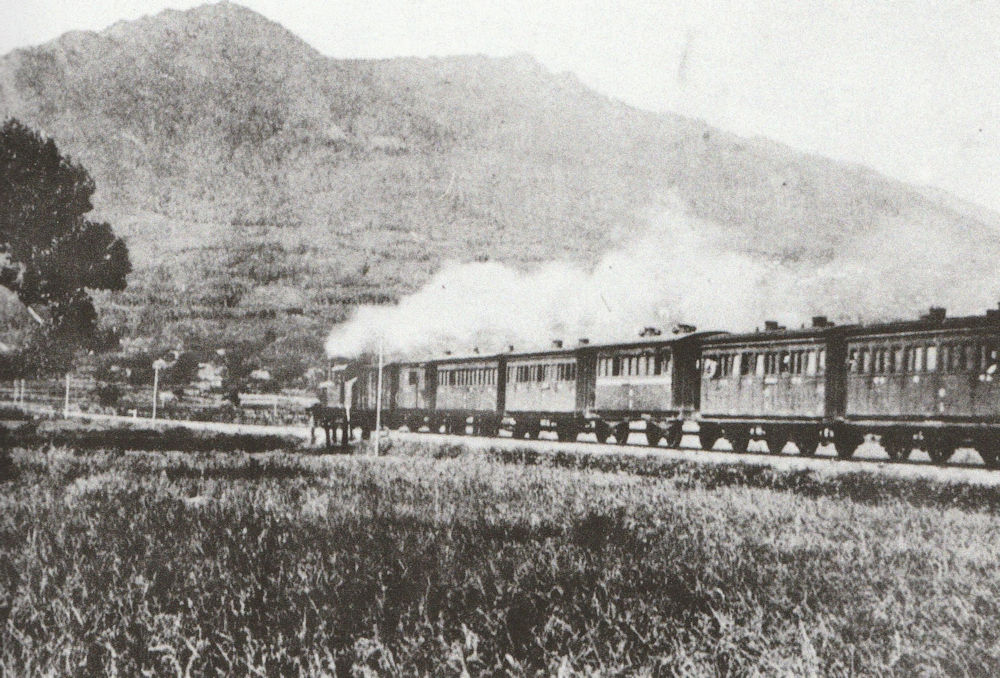
昭和初期の筑波鉄道

- 1910年（明治43年）4月30日 筑波鉄道発起人千葉の圓尾卓爾らが土浦より下館に至る軽便鉄道敷設を出願。物資の輸送による産業の振興、筑波山への旅客に対する交通機関として計画。コースは土浦 - 真鍋 - 藤沢 - 小田 - 北条 - 筑波 - 村田 - 嘉田生崎 - 下館。
- 1911年（明治44年）4月20日 軽便鉄道敷設の免許が下りる[3]。以後数度にわたる工事施工関係申請期限の延長。
- 1912年（明治45年）6月4日 軌間を2フィート6インチから3フィート6インチとする変更認可。
- 1913年（大正2年）3月22日 真壁 - 下館間を真壁 - 樺穂 - 雨引 - 岩瀬（水戸線接続）に変更申請。
- 1914年（大正3年）4月11日 筑波鉄道株式会社設立総会[4]。出資者は筑波町、真壁町、土浦町の有力者及び筑波山神社氏子など。
- 1915年（大正4年）2月1日 工事施工の認可。実際の工事は大正5年2月から鹿島組の施工。
- 1918年（大正7年）4月17日 土浦 - 筑波間が開業[5]。1日6往復。2等、並等、手荷物緩急車、郵便車の4両編成。土浦―筑波間、並等38銭。
- 1918年（大正7年）6月7日 筑波 - 真壁間が開業[6]。
- 1918年（大正7年）9月7日 真壁 - 岩瀬間が開業[7]。
- 1919年（大正8年）3月20日 本社を東京から真鍋に移転。この年の貨物量（移出）の内訳は、石材21%、肥料15%、木材11%、米9.2%、麦5.4%、瓦・土器4.2%。
- 1923年（大正12年）樺穂 - 山元間のトロッコ軌道が敷設。
- 1925年（大正14年）10月1日 それまでの鎖装置の連結器から自動連結器の取付工事実施。
- 1925年（大正14年）10月12日 筑波山鋼索鉄道が筑波山神社 - 山頂に関東地方での2番目のケーブルカーを敷設、人気を集め筑波鉄道も収入増。
- 1926年（大正15年）5月 国鉄が上野 - 筑波間に臨時直通列車を運転。
- 1926年（大正15年）12月17日 岩瀬 - 宇都宮間宇岩線の路線延長免許申請。
- 1928年（昭和3年）5月26日 鉄道免許状下付（西茨城郡岩瀬町-宇都宮市間 ）[8]測量を行ったものの昭和9年工事施工延長申請却下[9]。
- 1933年（昭和8年）10月14日 笠間自動車商会から岩瀬 - 筑波間の乗合自動車営業権譲受。12月23日営業開始。
- 1934年（昭和9年）11月15日 霞自動車株式会社から土浦・真鍋 - 筑波間のバス路線と乗合車両、営業権を譲受。
- 1936年（昭和11年）5月28日 筑波自動車商会と合併。筑波自動車は筑波 - 筑波神社前、筑波 - 石岡路線のほか、貸切バス事業も行っていた。
- 1937年（昭和12年）5月20日 鹿島参宮鉄道と連帯運輸。筑波と玉造、潮来、鹿島神宮の相互間と筑波と鹿島、佐原、香取間。
- 1937年（昭和12年）5月27日 ガソリン客車3両の運転開始。
- 1938年（昭和13年）5月1日 戦時ガソリン消費規制強化。これ以降自動車輸送の走行キロ数減少。特に貸切で顕著。
- 1938年（昭和13年）10月1日 田土部、常陸大貫、伊佐々の新停留場を開設。
- 1941年（昭和16年） ガソリン客車の走行キロが大幅減少、代わりに機関車輸送が復活。
- 1942年（昭和17年）3月下旬 ガソリン客車に代燃機関取り付け。
- 1943年（昭和18年）10月18日 戦時統合政策により常総鉄道に吸収合併となり合併方法を記した合併裁定要領がまとめられる。
- 1945年（昭和20年）3月20日 株主総会により常総鉄道との合併を決定。常総筑波鉄道となる。存続会社は常総鉄道。

## 株主
- 浅野石材工業 - 筆頭株主、浅野財閥所属。
- 柴沼醤油醸造 - 虫掛駅建設用地を提供。

## 鉄道事業

### 路線
- 筑波線

### 輸送・収支実績
| 年度 | 乗客（人） | 貨物量（トン） | 営業収入（円） | 営業費（円） | 益金（円） | その他益金（円） | その他損金（円）            | 支払利子（円） | 政府補助金（円） |
| ---- | ---------- | -------------- | -------------- | ------------ | ---------- | ---------------- | --------------------------- | -------------- | ---------------- |
| 1918 | 279,309    | 25,731         | 86,040         | 68,924       | 17,116     |                  | 151                         | 20,150         |                  |
| 1919 | 540,132    | 68,005         | 169,868        | 148,441      | 21,427     |                  |                             | 40,347         | 50,920           |
| 1920 | 580,659    | 76,227         | 225,961        | 230,150      | ▲ 4,189    |                  |                             | 41,990         | 40,196           |
| 1921 | 620,558    | 80,532         | 274,726        | 213,261      | 61,465     |                  |                             |                | 25,793           |
| 1922 | 654,888    | 99,407         | 298,983        | 224,138      | 74,845     |                  |                             |                | 36,213           |
| 1923 | 681,833    | 102,531        | 300,534        | 221,796      | 78,738     |                  | 雑損2,487                   | 43,972         | 38,141           |
| 1924 | 759,444    | 124,485        | 355,239        | 228,843      | 126,396    |                  | 雑損578                     | 42,293         | 5,033            |
| 1925 | 814,371    | 152,677        | 378,816        | 255,433      | 123,383    |                  |                             | 43,080         | 12,250           |
| 1926 | 903,231    | 116,723        | 403,294        | 257,467      | 145,827    |                  |                             | 40,093         | 5,662            |
| 1927 | 873,260    | 119,626        | 380,355        | 247,784      | 132,571    |                  | 雑損698                     | 59,502         |                  |
| 1928 | 818,477    | 124,291        | 385,223        | 219,419      | 165,804    |                  | 雑損1,826                   | 70,935         |                  |
| 1929 | 726,586    | 129,034        | 353,918        | 228,120      | 125,798    |                  | 雑損453                     | 54,100         |                  |
| 1930 | 503,680    | 84,773         | 224,194        | 173,670      | 50,524     |                  |                             | 46,446         |                  |
| 1931 | 438,249    | 74,771         | 191,631        | 142,297      | 49,334     |                  |                             | 47,155         |                  |
| 1932 | 432,484    | 69,677         | 184,785        | 137,998      | 46,787     |                  | 雑損55                      | 47,132         |                  |
| 1933 | 437,269    | 76,412         | 187,265        | 140,826      | 46,439     |                  |                             | 46,583         |                  |
| 1934 | 439,584    | 66,141         | 178,553        | 149,153      | 29,400     | 債務免除5,850    |                             | 39,767         |                  |
| 1935 | 440,629    | 61,678         | 168,655        | 139,401      | 29,254     |                  |                             | 35,748         |                  |
| 1936 | 432,276    | 62,328         | 170,339        | 138,987      | 31,352     | 自動車3,251      |                             | 35,762         |                  |
| 1937 | 452,900    | 64,918         | 176,237        | 131,880      | 44,357     |                  | 自動車5,487雑損償却金47,361 | 34,915         |                  |

- 鉄道院鉄道統計資料、鉄道省鉄道統計資料、鉄道統計資料、鉄道統計各年度版

### 車両
- 開業時 : アメリカブルックス社製蒸気機関車3両、客車（木製単車）1等車1両、2等車11両、2・3等合造車1両、3等車4両、手荷物緩急車4両、無蓋貨車10両。機関車及び客車は鉄道院からの払下。このうち2・3等合造車1両、3等車4両、手荷物緩急車1両は中央鉄道（武州鉄道）が払下げをうけるはずであったが資金繰りがつかず、かわりに筑波鉄道が引き取ったものであるが、後日中央鉄道とのあいだでトラブルが発生したと新聞に報道されている[10]。
- 1925年（大正14年）頃 : 大阪汽車製蒸気機関車5両、イギリス製機関車1両、客車29両、貨車54両

#### 車両数の推移
| 年度      | 機関車 | ガソリンカー | 客車 | 貨車 | 貨車 |
| 年度      | 機関車 | ガソリンカー | 客車 | 有蓋 | 無蓋 |
| --------- | ------ | ------------ | ---- | ---- | ---- |
| 1918      | 3      |              | 21   | 0    | 10   |
| 1919      | 4      |              | 21   | 0    | 10   |
| 1920      | 4      |              | 21   | 5    | 10   |
| 1921      | 4      |              | 21   | 9    | 45   |
| 1922      | 4      |              | 21   | 45   | 9    |
| 1923      | 5      |              | 21   | 45   | 9    |
| 1924      | 4      |              | 21   | 9    | 45   |
| 1925      | 5      |              | 26   | 9    | 45   |
| 1926      | 6      |              | 29   | 9    | 45   |
| 1927      | 6      |              | 32   | 7    | 45   |
| 1928      | 6      |              | 28   | 7    | 45   |
| 1929-1936 | 6      |              | 28   | 6    | 45   |
| 1937      | 6      | 3            | 22   | 6    | 45   |

## バス事業

### 車両
- 1931年（昭和10年）頃 : 乗合車シボレー3台、レパブリック1台、フォード2台、ダッジ・ブラザース1台、貸切用大型ダッジ・ブラザース3台、フォード1台、貸切小型シボレー1両
- 1935年（昭和14年） : 自動車台数15台
- 1941年（昭和18年） : 自動車台数10台